# 吉尔贝托·诺莱蒂
吉尔贝托·诺莱蒂（義大利語：Gilberto Noletti，1941年5月9日—2024年4月28日），意大利男子足球运动员，司职后卫。他曾代表意大利国奥队参加1960年夏季奥林匹克运动会足球比赛，获得第四名。